# Valerie Belgrave
Valerie Belgrave (sinh ngày 3 tháng 3 năm 1946 - mất ngày 23 tháng 8 năm 2016)  là một nghệ sĩ, họa sĩ và tác giả người Trinidadia, cũng là một nghệ sĩ sáng tác nhạc.

## Tiểu sử
Valerie Belgrave sinh ra và lớn lên tại Petit Bourg, San Juan, Trinidad. Bà đã tham dự Triển lãm của St Joseph, San Fernando, và tiếp tục việc học của mình tại Đại học Sir George Williams (nay là Concordia), ở Canada, nơi bà có bằng cử nhân về hội họa và văn học. Bà tham gia vào một cuộc biểu tình phản đối một giáo sư bị buộc tội phân biệt chủng tộc cùng hàng trăm sinh viên tại phòng máy tính ở tầng chín của trường đại học vào năm 1969; vụ việc, trở thành chủ đề của một bộ phim tài liệu có tên Tầng thứ chín, được cho là đã giúp châm ngòi cho cuộc cách mạng quyền lực đen năm 1970 diễn ra ở Trinidad.
Các tác phẩm của bà bao gồm các tiểu thuyết Ti Marie (xuất bản năm 1988, và được mô tả là " Cuốn theo chiều gió phiên bản Caribbean)  và Dance the Water (2002), một vở kịch mang tên Night of the Wolf (1991), và cuốn sách thiếu nhi năm 2007 Adventures of the Magic Steelpan, cũng như một cuốn hồi ký ảnh có tên Art for the People, ra mắt năm 2011. Bà cũng là một họa sĩ và nhà thiết kế batik.

## Cuộc sống cá nhân
Bà đã kết hôn với Ian "Teddy" Belgrave (đã qua đời vào tháng 7 năm 2013). Bà có một con trai, Chenier Belgrave, một nhà thiết kế.

## liên kết ngoài
- Peter Ray Blood, "Từ người cấp tiến trẻ tuổi đến nghệ sĩ nổi tiếng", Người bảo vệ Trinidad và Tobago, ngày 16 tháng 10 năm 2016.